# Igor Janik
Igor Janik (Gdynia, 12 januari 1983) is een Poolse speerwerper. Hij werd wereldjeugdkampioen en Europees kampioen (onder 23 jaar). Ook nam hij tweemaal deel aan de Olympische Spelen, maar won hierbij geen medailles.
In 2002 boekte hij zijn eerste succes door het WK voor junioren in Kingston te winnen. Met een worp van 74,16 m versloeg hij de Rus Vladislav Shkurlatov (zilver; 74,09) en de Koreaan Jung Sang-Jin (brons; 73,99). Hiernaast won hij ook vele andere wedstrijden, zoals hij de Universiade (2003), EK onder 23 jaar (2005) en de Europacup (2006).
Op de wereldkampioenschappen atletiek 2007 in Osaka behaalde hij een zeven plaats met een persoonlijk record van 83,38 m. Deze wedstrijd werd gewonnen door de Fin Tero Pitkämäki, die in zijn beste poging 90,33 m wierp. Op de Olympische Zomerspelen 2012 in Londen behaalde hij een zesde plaats.
Hij is aangesloten bij AZS AWFiS Gdańsk.

## Titels
- Wereldjeugdkampioen speerwerpen - 2002
- Europees kampioen (onder 23 jaar) speerwerpen - 2005

## Persoonlijk record
| Onderdeel   | Prestatie | Datum            | Plaats |
| ----------- | --------- | ---------------- | ------ |
| speerwerpen | 83,38 m   | 2 september 2007 | Osaka  |

## Prestaties
Kampioenschappen
| Jaar | Wedstrijd                                 | Plaats   | Resultaat | Extra   |
| ---- | ----------------------------------------- | -------- | --------- | ------- |
| 2002 | WK junioren                               | Kingston | 1e        | 74,16 m |
| 2003 | Universiade                               | Daegu    | 1e        | 76,83 m |
| 2005 | Universiade                               | İzmir    | 5e        | 75,98 m |
| 2005 | Europacup                                 | Florence | 5e        | 75,36 m |
| 2005 | Europees kampioenschappen (onder 23 jaar) | Erfurt   | 1e        | 77,25 m |
| 2006 | Europacup                                 | Málaga   | 1e        | 79,30 m |
| 2007 | WK                                        | Osaka    | 7e        | 83,38 m |
| 2007 | Weltklasse Zürich                         | Zürich   | 6e        | 80,09 m |
| 2007 | Universiade                               | Bangkok  | 2e        | 82,28 m |
| 2009 | Europese teamkampioenschappen             | Leiria   | 3e        | 76,48 m |
| 2011 | Shanghai Golden Grand Prix                | Shanghai | 5e        | 82,09 m |
| 2011 | Universiade                               | Shenzhen | 3e        | 79,65 m |
| 2012 | EK                                        | Helsinki | 6e        | 81,21 m |

Golden League-podiumplaats
| Jaar | Wedstrijd | Plaats  | Resultaat | Extra   |
| ---- | --------- | ------- | --------- | ------- |
| 2009 | ISTAF     | Berlijn | 3e        | 83,52 m |